# Pentekostarion (1544)

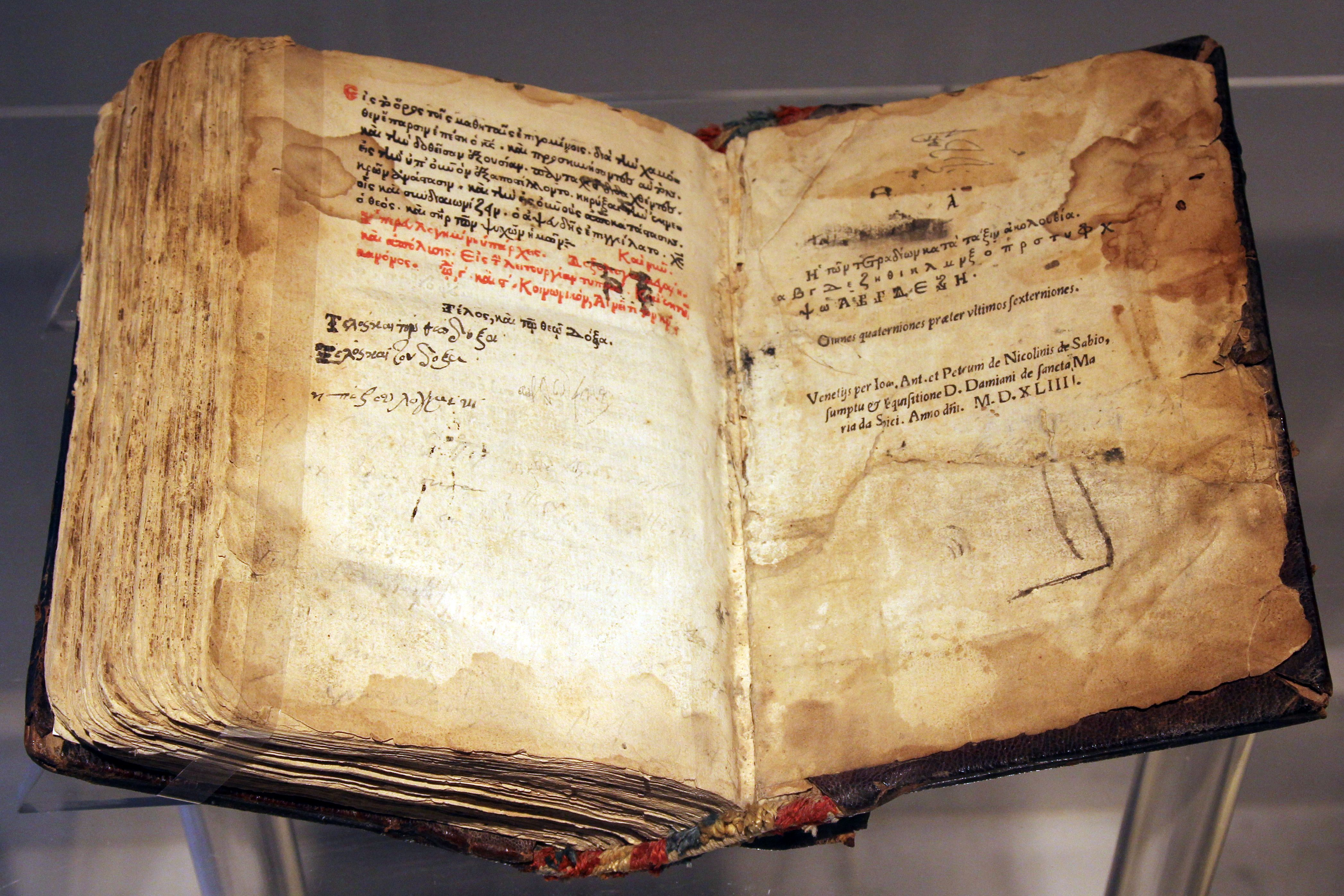
Pentekostarion von 1544

Das Pentekostarion ist ein 1544 veröffentlichtes Buch in griechischer Sprache. Es wurde von den Brüdern Giovanni Antonio und Pietro Nicolini da Sabbio in Venedig gedruckt. Der Codex, die gedruckte Ausgabe des Pentekostarion, besteht aus 252 Blättern und enthält Texte für die orthodoxe Liturgie von Ostern bis Sonntag nach Pfingsten (Allerheiligen). 
Das Buch ist weit verbreitet, ein Exemplar befindet sich etwa  in der Biblioteca Apostolica Vaticana in Rom, eines in der Bibliothek der Onassis Foundation in Athen, Inv. 781.